# Gyromat
Gyromat ist der Name eines hochpräzisen Kreiseltheodolits, der 1978 in Bochum bei der Westfälischen Berggewerkschaftskasse für die untertägige Vermessung von Bergwerken entwickelt wurde. 

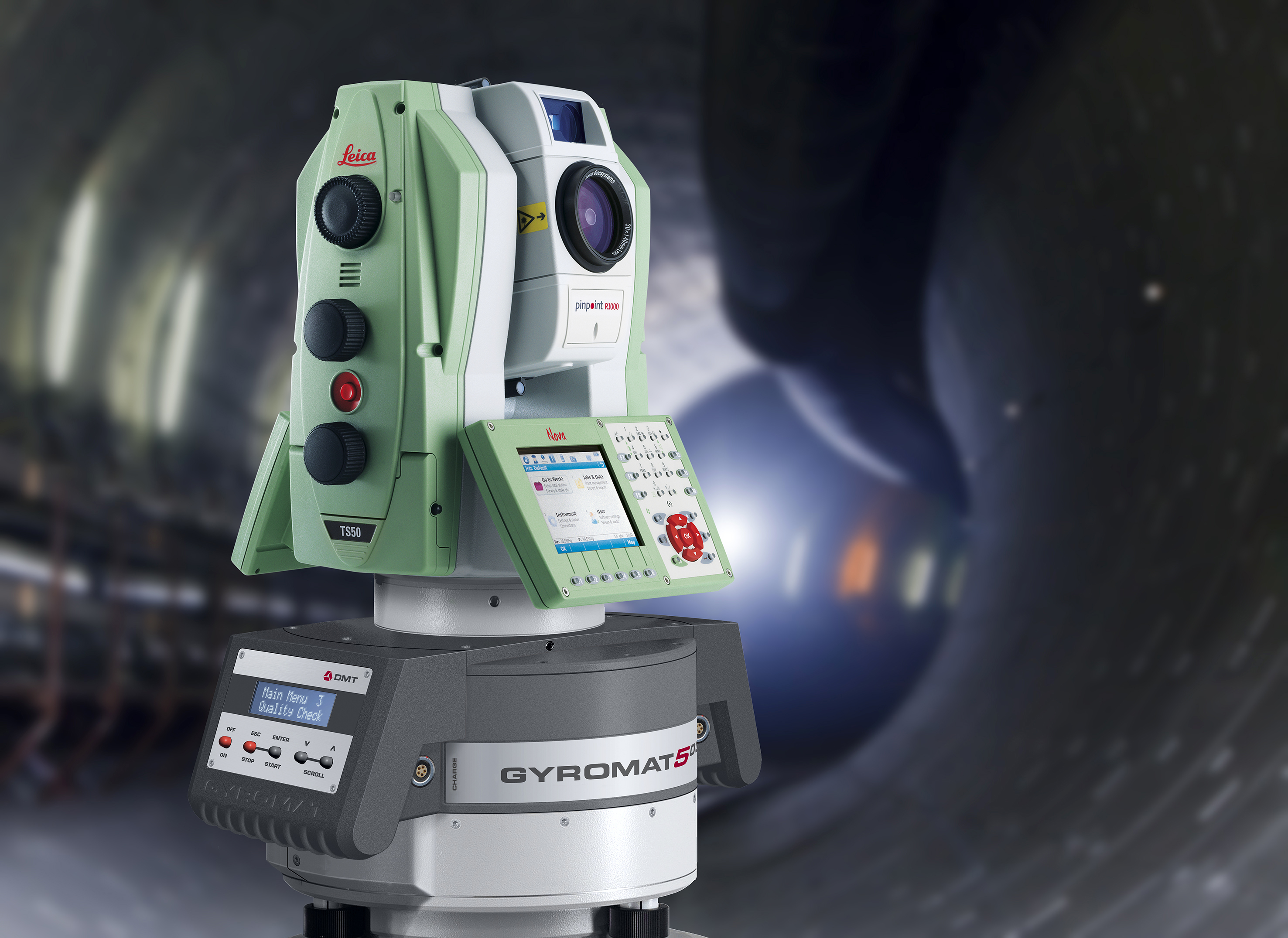
Das von DMT entwickelte Kreiselmesssystem Gyromat

Während Vermessungskreisel bis dahin eine Genauigkeit von ±0,003 bis 0,01 gon hatten und eine Beobachtungszeit der Kreiselachsen von etwa einer Viertelstunde erforderten, wurde das Messsystem des Gyromat automatisiert und die Genauigkeit auf wenige Winkelsekunden gesteigert.
Herausstellungsmerkmale des Gyromat sind die Reduzierung der mechanischen Kreiseldrift und die genaue mathematische Modellierung der restlichen Driftfehler. Die Automatisierung ermöglicht nicht nur eine deutliche Verkürzung der Messungen, sondern entlastet den Markscheider bei seiner Arbeit unter Tage.
Die Arbeitsweise dieses Kreiselmesssystems erlaubt exakte Messungen in herausfordernden Umgebungen, wie bei Bau- und Messvorhaben in Tunneln, im Schiffsbau oder bei sonstigen Vorhaben mit dem Anspruch höchster Richtungsgenauigkeit.
Der Gyromat wird heute vom Unternehmen DMT hergestellt und vertrieben, das aus der Westfälischen Berggewerkschaftskasse hervorgegangen ist.